# هوجو ماسامورا
هوجو ماسامورا (به ژاپنی: 北条 政村 Hōjō Masamura); ۱۷ ژوئیهٔ ۱۲۰۵ – ۲۰ ژوئن ۱۲۷۳) هفتمین شیکّن در شوگون‌سالاری کاماکورا در ژاپن بود. وی پنجمین پسر هوجو یوشیتوکی، دومین شیکّن بود.
وی بنیان‌گذار خاندان هوجو (شاخه ماسامورا) بود. پی از برکناری شیکن ششم به علت اینکه هشتمین شیکّن هوجو توکیمونه پسر پنجمین شیکن به سن بلوغ نرسیده بود و ۱۴ سال داشت، به نمایندگی از وی، در سال ۱۲۶۴ شیکن شد. هدف وی حمایت از شاخه اصلی خاندان هوجو توکوسو؛ و جانشینی توکیمونه که از این شاخه بود. وی به مدت ۴ سال و تا زمانی که توکیمونه به سن ۱۸ سالگی رسید؛ این منصب را عهده‌دار بود.